# Ruth Langer
()
Ruth Langer (21 maggio 1921 – 2 maggio 1999) è stata una nuotatrice austriaca che ha gareggiato sia livello nazionale e internazionale. Detentrice dei record nei 100 e 400 metri stile libero e campionessa austriaca in entrambe le discipline, l'anno dopo il loro conseguimento, all'età di 15 anni, si rifiutò di partecipare ai Giochi Olimpici del 1936 nella Germania nazista come risposta all'antisemitismo crescente dell'Austria in quel periodo.

## Biografia
Figlia di Wilhelm Langer, Langer nacque il 21 maggio 1921 e crebbe in una famiglia ebrea a Vienna.

## Carriera

### Austria
A partire dall'età di 14 anni, quando detenne i record austriaci nei 100 e 400 stile libero, Langer vinse diversi titoli nazionali, tra i quali il campionato austriaco.
Langer fu selezionata per la squadra olimpica austriaca, che avrebbe dovuto competere alle Olimpiadi estive del 1936 nella Germania nazista. Insieme a Judith Deutsch e Lucy Goldner, rifiutò di partecipare in segno di protesta contro il regime nazista in Germania e l'antisemitismo del momento dicendo "Non boicottiamo l'Olimpia, ma Berlino".
A causa del suo rifiuto, con la motivazione di "gravi danni degli sport austriaci", per due anni a Langer fu vietato di competere in Austria;  dopo che l'Austria fu annessa alla Germania nazista questo divieto divenne a vita, e i nomi di tutte e tre le nuotatrici ebree vennero poi rimossi dai registri austriaci . Il divieto venne revocato soltanto nel 1995.

### Regno Unito
Langer fuggì dall'Austria in Italia nel 1938, arrivando in seguito in Inghilterra nel 1939. Qui gareggiò e vinse l'ultima gara del campionato britannico di lunga distanza del Tamigi lo stesso anno; ma dopo lo scoppio della seconda guerra mondiale, trattata come "nemica aliena", venne evacuata da Londra a Bath. Le fu permesso di tornare a Londra e alla vita normale solo poco dopo, quando sposò John Lawrence nel 1943, con il quale ebbe un figlio e una figlia.